# Miribel-les-Échelles
Miribel-les-Échelles è un comune francese di 1 794 abitanti situato nel dipartimento dell'Isère della regione dell'Alvernia-Rodano-Alpi.

## Società

### Evoluzione demografica
Abitanti censiti